# Vlieland
Vlieland ( nizozemska izgovorjava: [ˈvlilɑnt] (); zahodnofrizijsko Flylân) je občina in otok v severni Nizozemski. Občina Vlieland je druga najbolj redko poseljena občina na Nizozemskem, takoj za Schiermonnikoogom.
Vlieland je eden od Zahodnofrizijskih otokov, ki leži v Vatskem morju. Je drugi otok z zahoda v verigi, ki leži med Texelom in Terschellingom. Otok je bil leta 1287 v poplavi Svete Lucije trajno ločen od kopnega. Vlieland je dobil ime po Vlieju, morski poti med njim in Terschellingom, ki je bila v srednjem veku izliv reke IJssel. Richel je trajno suh peščeni nasip, ki se nahaja približno 1 kilometer vzhodno od najsevernejše točke Vlielanda in ga upravlja občina Vlieland.

## Zgodovina
Severni del otoka Texel, Eierland, je bil nekoč jugozahodni del Vlielanda. Nevihtni val leta 1296 je verjetno ločil Eierland od Vlielanda. Erozija je dodatno zmanjšala velikost Vlielanda z zahoda, kar je leta 1736 privedlo do izginotja druge vasi na Vlielandu, Zahodni-Vlieland (Westeijnde), potem ko so prebivalci desetletja poskušali obnoviti mesto po številnih poplavah.
Do leta 1942 je bil Vlieland, tako kot Terschelling, del province Severna Holandija. Med drugo svetovno vojno je Vlieland postal del nemškega obrambnega sistema Atlantski zid. Okupacijske nemške sile so zgradile dve protiletalski bateriji in na otok namestile več vojakov, kot je bilo prebivalcev. Prav tako so ponovno razdelili otok na Frizijo in situacija se po vojni ni spremenila. Poštna postaja na zahodnem delu otoka nas spominja, da so pošto v preteklosti dostavljali s trajektom iz Texela.
Zaradi te zgodovine domačini Vlielanda ne govorijo frizijščine. Prvotno narečje Vlielands, je bilo povezano z narečjem Texel in drugimi nizozemskimi narečji v Severni Holandiji. Zadnja naravna govorka, Petronella de Boer-Zeylemaker, je umrla leta 1993 v starosti 107 let.

## Geografija
Večino pokrajine otoka sestavljajo peščene sipine, nekaj pa je tudi gozdnatih površin in majhnih travnikov. Velik del otoka, predvsem zahodni del, je sestavljen predvsem iz peska. Na otoku je ena vas, Oost-Vlieland (zahodnofrizijsko: East-Flylân ). Drugo vas, West-Vlieland, je leta 1736 zalilo morje.

### Transport
Do Vlielanda se pride s trajektom iz frizijskega mesta Harlingen na celini. Trajekte upravlja družba Doeksen, potovanje pa traja od 45 minut do 1,5 ure za prečkanje Vatskega morja in dela Severnega morja. Turistom ni dovoljeno pripeljati avtomobilov s seboj na trajekt. Trajektna linija poteka samo poleti med De Cocksdorpom na sosednjem otoku Texel in najbolj zahodno točko Vlieland. Najpogostejša oblika prevoza na otoku je kolo; mreža kolesarskih poti prečka otok. Avtobusni prevoz vozi od trajektnega terminala do vasi in kampov po prihodu trajekta in nekaj časa pred odhodom. V bližini vasi je zelo majhen heliport, ki pa se uporablja samo za lete SAR .

### Podnebje
Vlieland, ki je najbolj oddaljen od Frizijskih pregradnih otokov, ima najbolj zmerno podnebje zaradi Severnega in Vatskega morja. Kot velja za druge zahodno-frizijske otoke, je število sončnih ur med najvišjimi na Nizozemskem. Temperaturni ekstremi so redki; v povprečju samo 6-krat na leto najvišja dnevna temperatura preseže 25 stopinj, nad 30 pa se v povprečju zgodi le enkrat na tri leta. To velja tudi za ekstremni mraz; samo pet dni na leto temperatura ostane pod ničlo celih 24 ur, nočna zmrzal pa se zgodi manj kot 40 noči na leto. Noči pod -10 Celzija se v povprečju zgodijo le enkrat na dve leti. Vendar pa je veter pogost, povprečna hitrost vetra na Vlielandu je skoraj 8 metrov na sekundo ali 28 kilometrov na uro. Viharni vetrovi se pojavljajo v povprečju devet dni na leto.

## Gospodarstvo
Turizem je glavni vir dohodka na Vlielandu. Na voljo je približno 15 hotelov ter nekaj sto apartmajev in počitniških hiš. Vlieland ima dva kampa.
Here Comes The Summer in Into The Great Wide Open sta dva glasbena festivala, ki potekata konec aprila oziroma konec avgusta.

## Pomembni ljudje iz kraja
- Willem de Vlamingh (1640 v Oost-Vlielandu – 1698) nizozemski pomorski kapitan, ki je raziskoval obalo Avstralije, nato Nove Nizozemske
- Nicolaas Kruik (1678 v West-Vlielandu – 1754) nizozemski geodet, kartograf, astronom in vremenar; spominjamo se ga po muzeju De Cruquius

## Galerija
- Cerkev sv. Nikolaja (Nicolaas Kerk) v Oost-Vlielandu
- Sipine na severni obali Vlielanda, ki gledajo proti Terschellingu
- Vlieland, plaža ob sončnem zahodu
- Pogled iz zraka na južni del Vlielanda iz Texela